# Luigi Brizzolara
Luigi Brizzolara (Chiavari, 11 de julio de 1868-Génova, 11 de abril de 1937) fue un escultor italiano, dedicado exclusivamente a la estatuaria religiosa, civil y funeraria.

## Biografía
Aprendió de su padre el oficio del tallado; luego asistió a la Regia Scuola d'Arte, en Chiavari y, posteriormente, a los talleres de la Academia Ligustica de Bellas Artes en Génova, donde tuvo como profesor al escultor Giovanni Scanzi (1840-1915); más tarde sería profesor en esta academia. Realizó esculturas en Italia para su ciudad natal y Génova; en Brasil, para São Paulo y Río de Janeiro; y en Argentina, para Buenos Aires.

## Obras

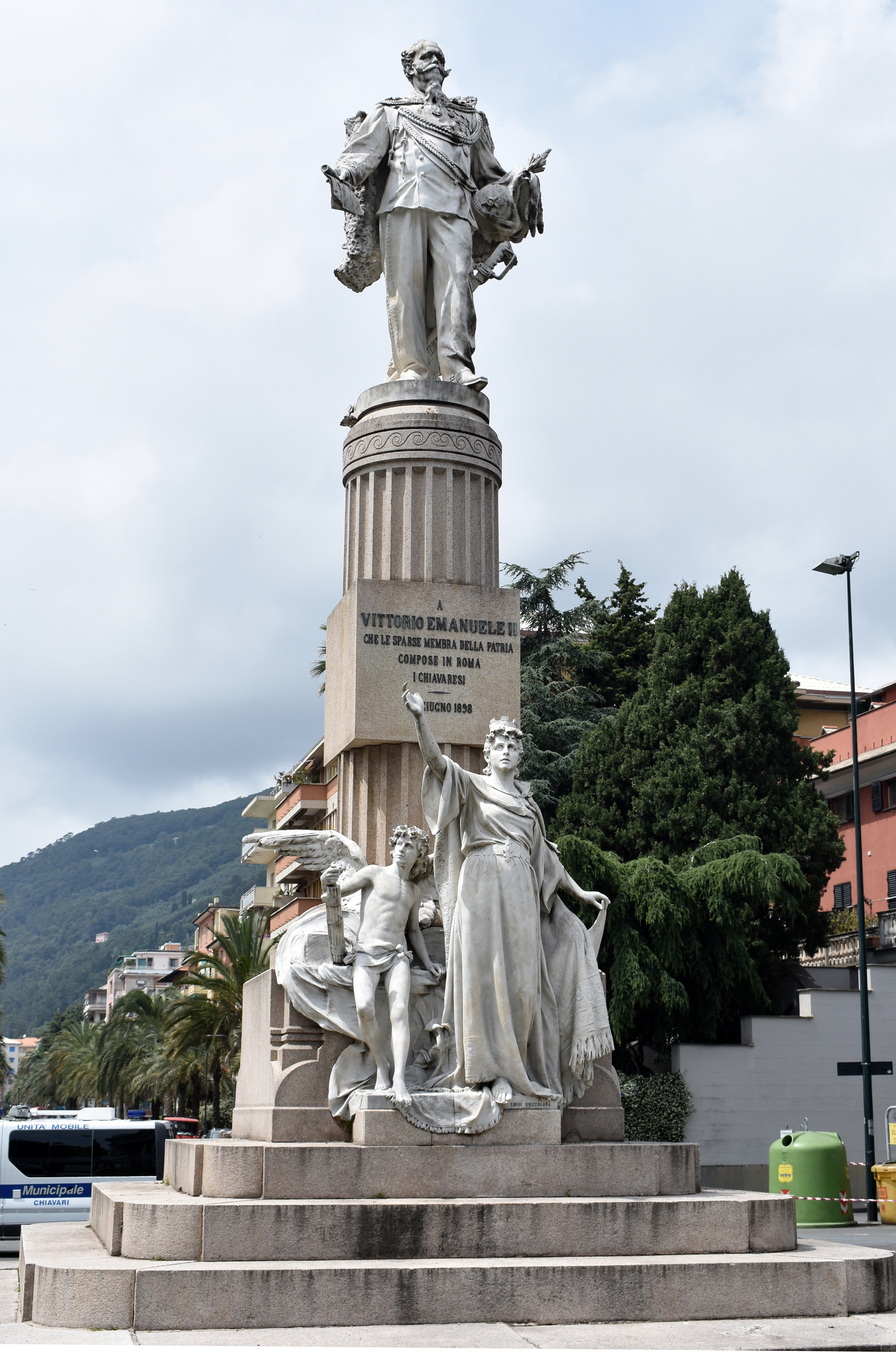
Monumento a Vittorio Emanuele II, en Chiavari, Italia.

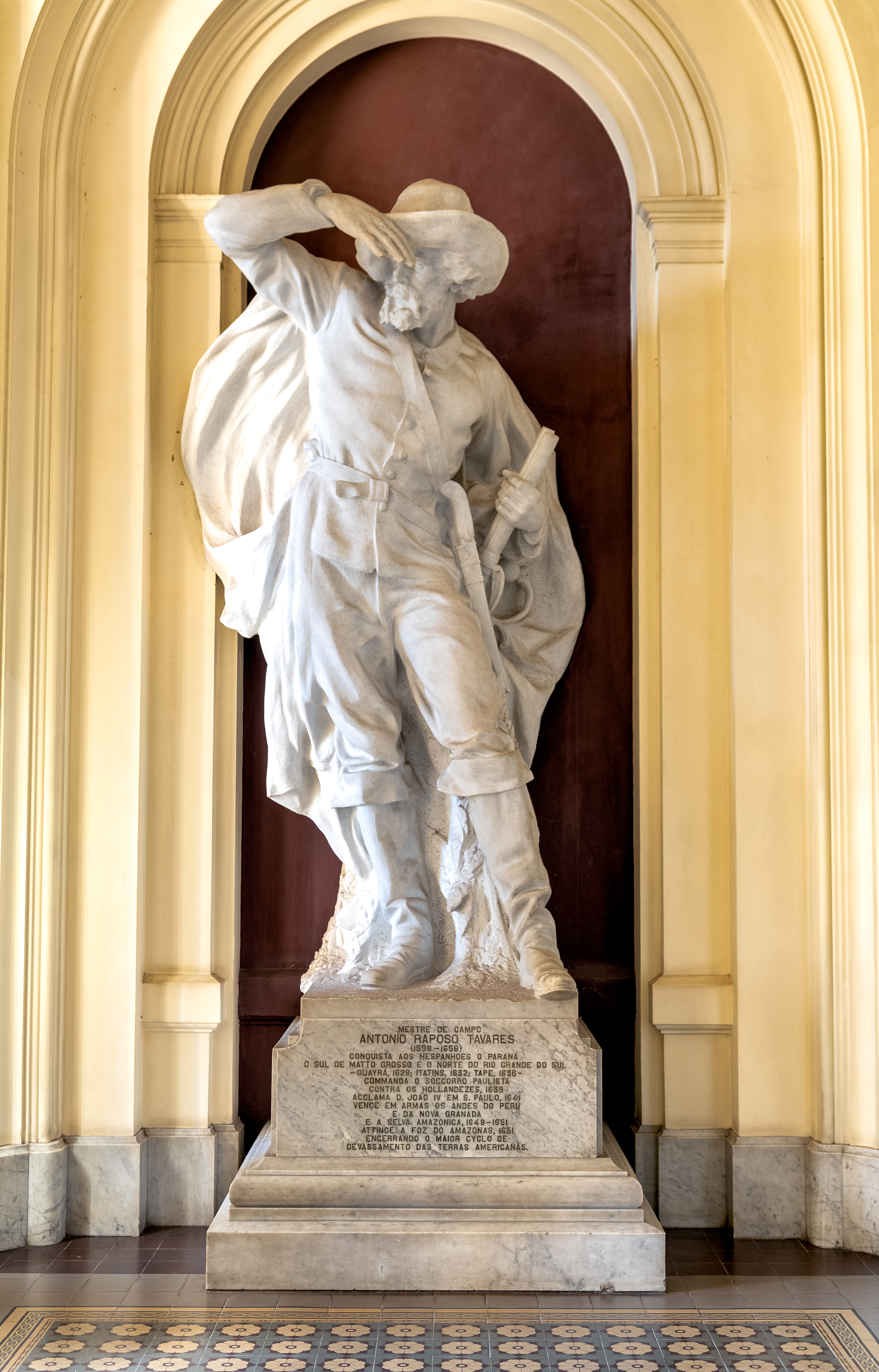
Antônio Raposo Tavares, en el Museo Paulista, Ipiranga, Brasil.

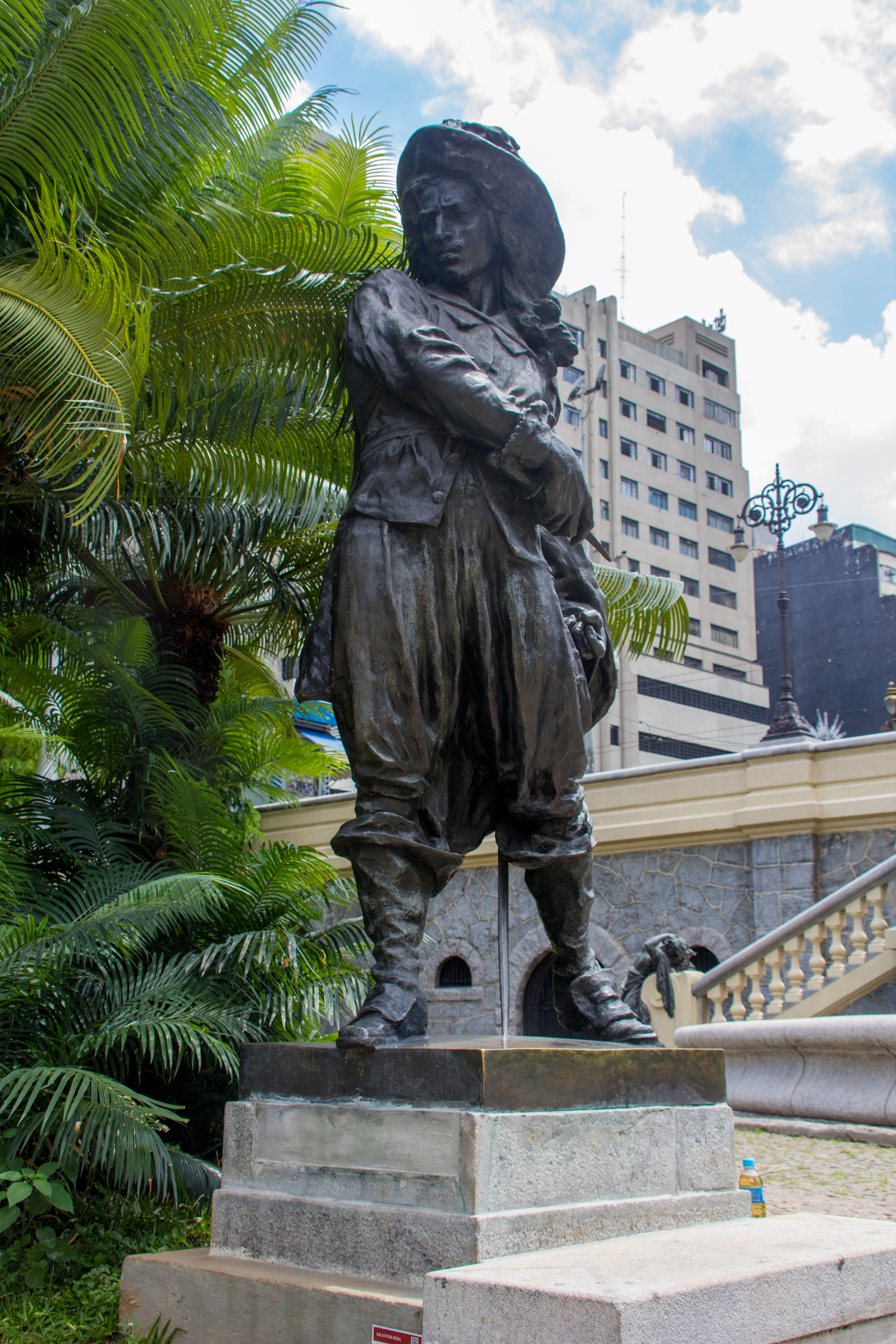
Salvator Rosa, una de las esculturas del Monumento a Carlos Gomes, en São Paulo, Brasil.

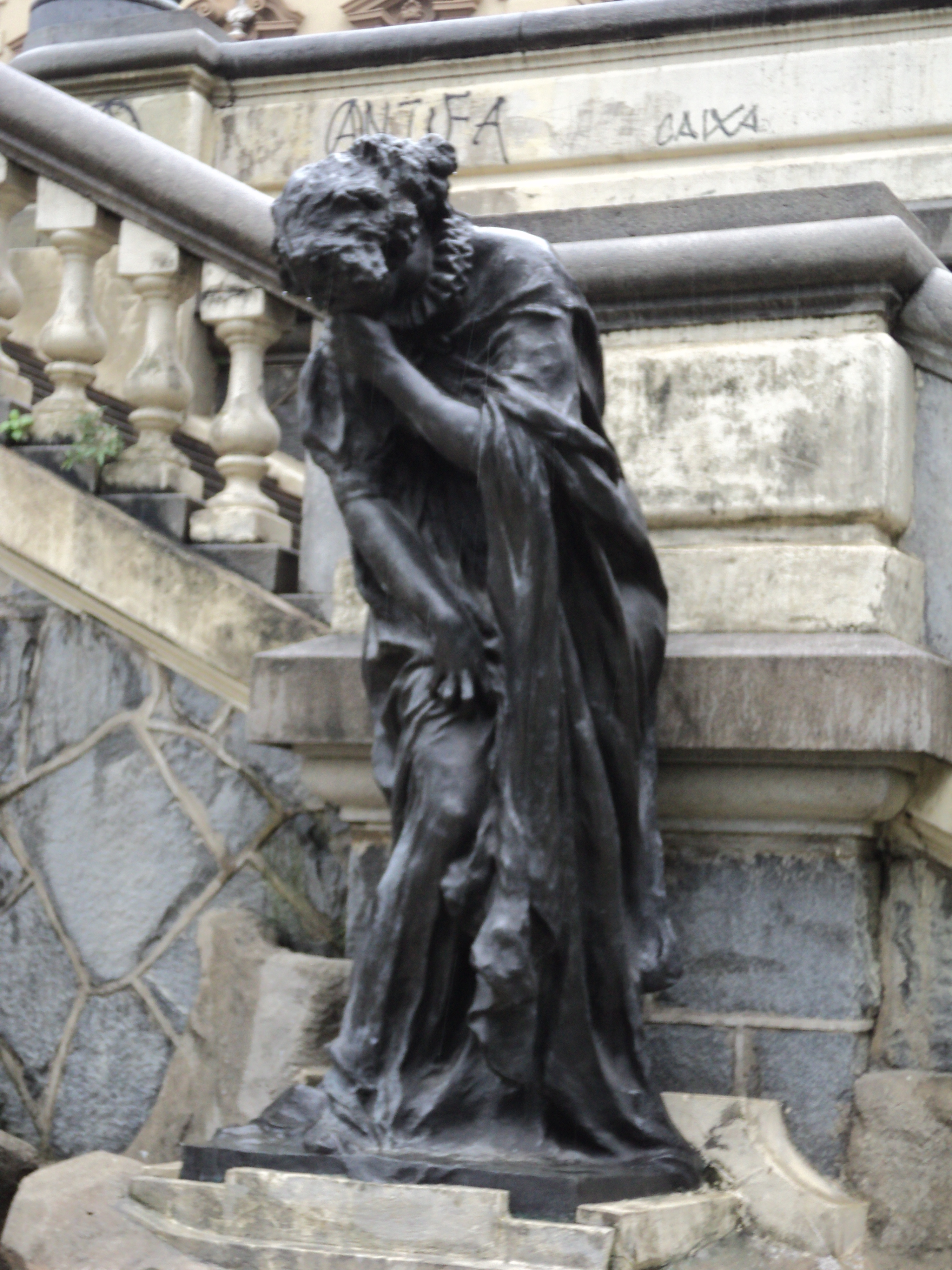
María Tudor, una de las esculturas del Monumento a Carlos Gomes, en São Paulo, Brasil.

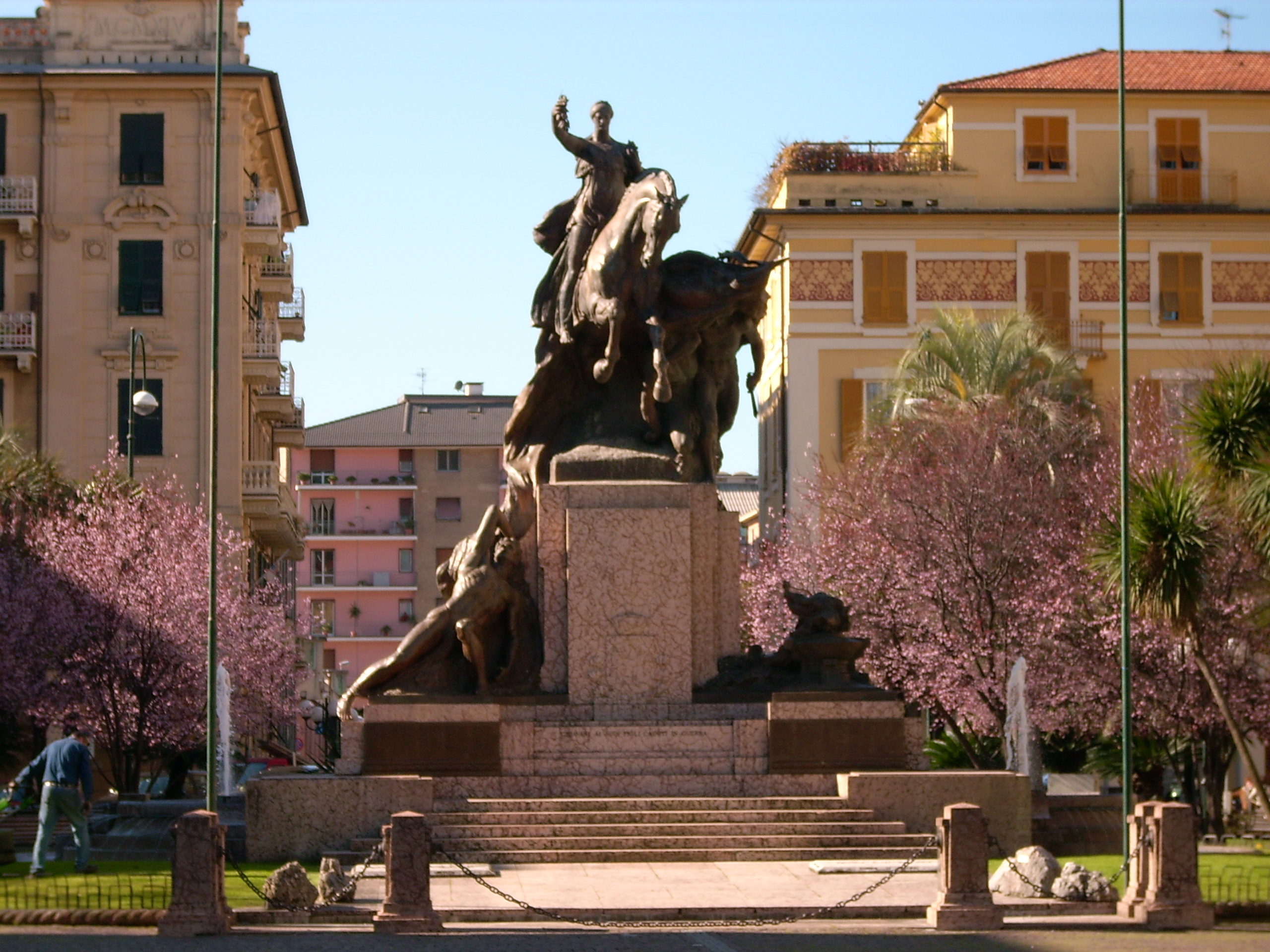
Monumento a los caídos, en Chiavari, Italia.

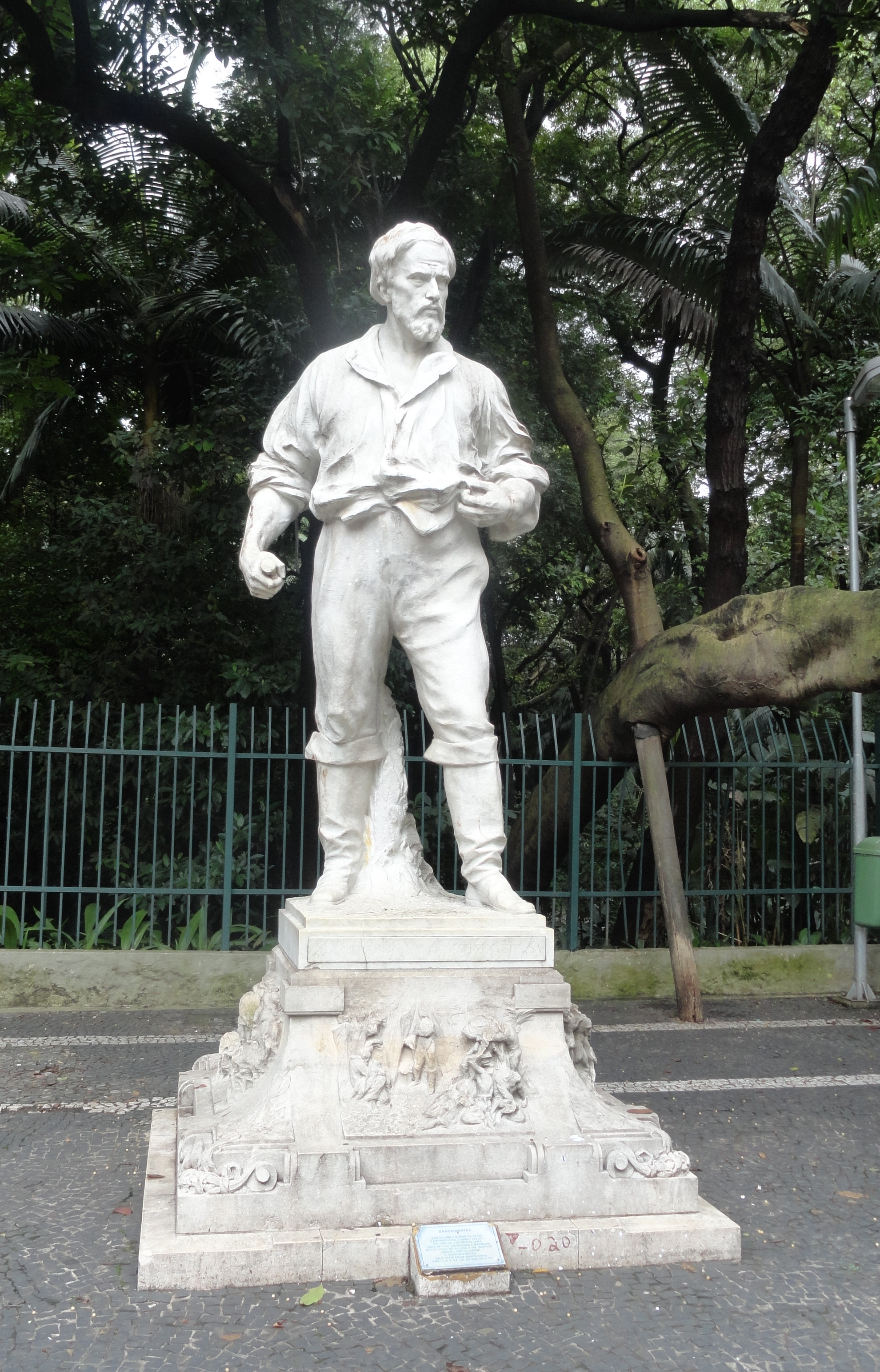
Anhanguera, en el Parque Trianon, São Paulo, Brasil.

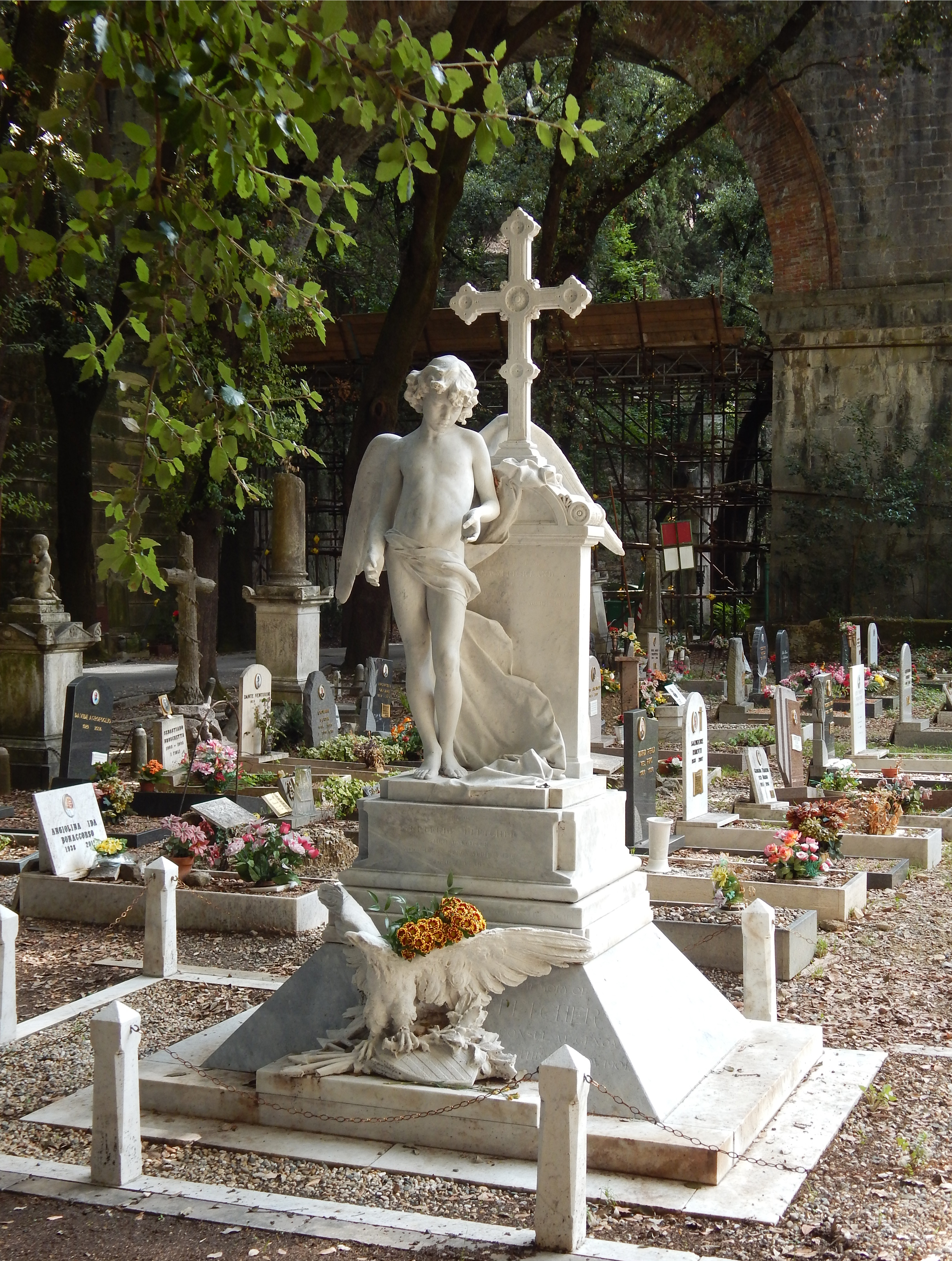
Monumento conmemorativo Fletcher, en el cementerio monumental de Staglieno, Génova, Italia.

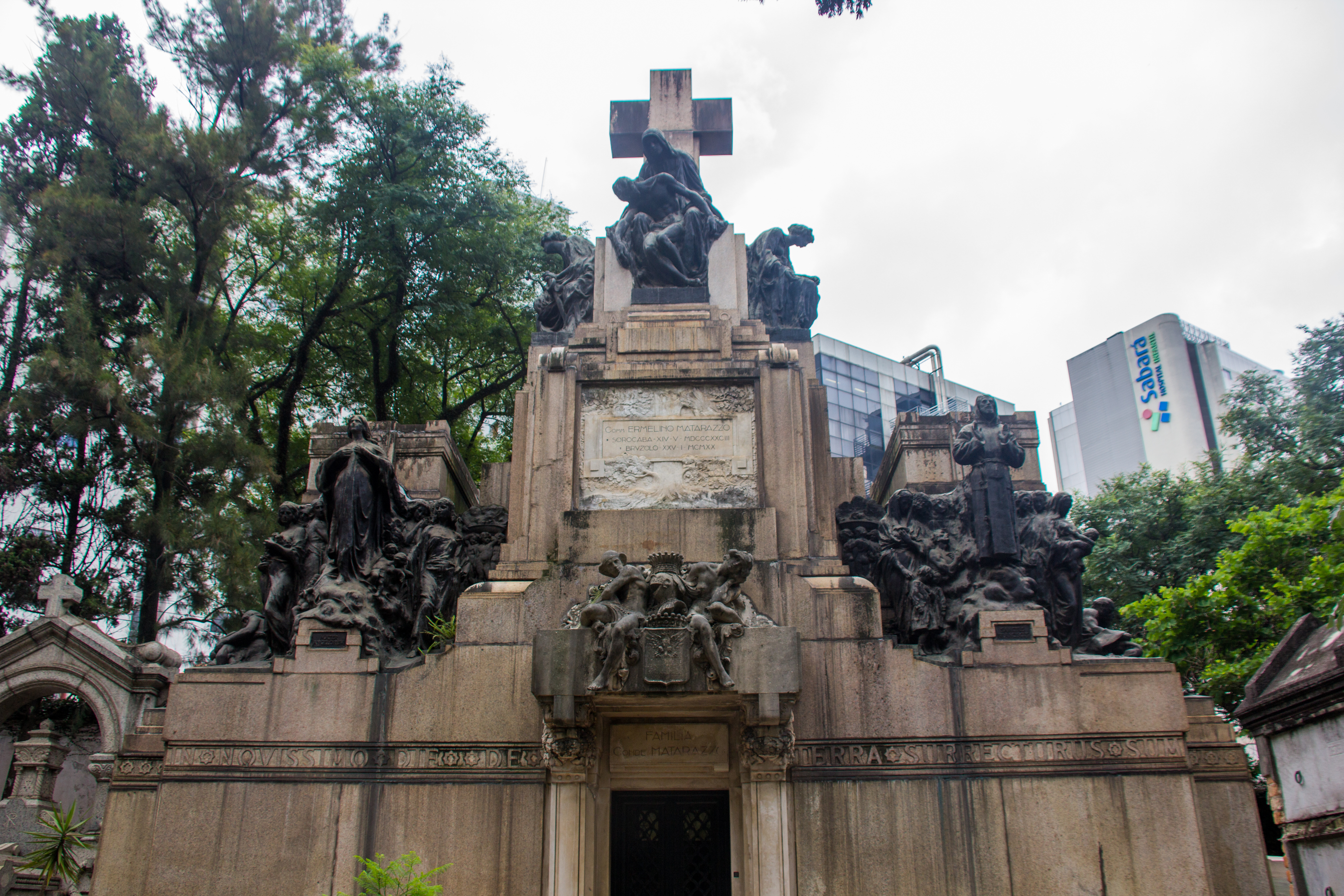
Mausoleo de la familia Matarazzo, en el Cementerio de la Consolación, São Paulo, Brasil.

Realizó el Monumento a Vittorio Emanuele II, una escultura en mármol blanco de Carrara sobre un pedestal de granito rosa de Baveno; sobre la base, en el frente, las figuras alegóricas Italia y El ángel, y en la parte posterior, un cetro y una corona sobre un cojín. Fue inaugurado en 1898 en la plaza Nuestra Señora del Huerto de Chiavari, frente a la catedral del mismo nombre, en honor al primer rey de Italia Víctor Manuel II.
En 1908, en Argentina, con motivo de los preparativos para la celebración del centenario de la Revolución de Mayo, el arquitecto Gaetano Morelli y Brizzolara  diseñaron un modelo preliminar de un monumento conmemorativo que presentaron en el concurso de maquetas organizado por la Comisión del Centenario en la Rural de Buenos Aires. El objetivo del concurso era encontrar el mejor monumento para reemplazar la Pirámide de Mayo; se presentaron 74 maquetas, entre ellas, la del argentino Rogelio Yrurtia (Arco de triunfo), la del alemán Gustav Eberlein (Fortes fortuna adiuvat), la de los franceses Paul Gasq y Georges Chedanne (Océano), la del español Miguel Blay (1810-1816-1910) y la de los belgas Jules Lagae y Henri d'Huicque (Sol). El proyecto ganador fue Pro Patria et Libertate, de la dupla Brizzolara-Morelli, que fueron premiados con un importe en pesos de oro, sin embargo, debido a indecisiones y discrepancias de la comisión, y finalmente su disolución, el monumento nunca se llevó a cabo, aunque su imagen fue ampliamente difundida en publicaciones, medallas conmemorativas y sellos postales.
En 1920 el gobierno de Sao Paulo organizó un concurso de maquetas para elegir el monumento a la Independencia de Brasil con motivo del centenario, convocando a artistas de Italia, Francia, España, Estados Unidos, Brasil y otros países. Brizzolara, además de enviar su maqueta, viajó para estar presente en el concurso; además, su estadía en el país le daba la oportunidad de poder promocionar su trabajo internacionalmente. Finalmente, obtuvo el segundo premio; el ganador fue Ettore Ximenes por el Monumento de Ipiranga, que fue emplazado en el Parque de la Independencia en 1923. Otros artistas que participaron del concurso fueron Arnaldo Zocchi, Ángel García Díaz, José Gimeno Almela, Inocencio Soriano, Edgar Boutry, Paul Gasq, Georges Chedanne, Georges Gardet, Francisco Gianotti, Torquat Tasso y Nicola Rollo.
Tres años después se realizó otro concurso de maquetas para elegir el Monumento a la República Brasileña para Río de Janeiro. Brizzolara obtuvo el primer premio y Ettore Ximenes el segundo, entre un centenar de participantes. Sin embargo, el gobierno tenía la prerrogativa de elegir entre los tres primeros puestos y optó por el proyecto de Ximenes, que falleció en 1926, por lo cual el monumento nunca se concretó.
Para el primer centenario de la independencia de Brasil se destinaron espacios para la celebración en el Museo Paulista o Museo de Ipiranga, ubicado en el parque de la Independencia de Ipiranga, São Paulo, entre ellos, el vestíbulo, donde Brizzolara colocó las esculturas encargadas por el director del museo, Afonso d'Escragnolle Taunay: dos bandeirantes portugueses, Antônio Raposo Tavares y Fernão Dias Paes Leme, de tres metros de altura cada una contando el pedestal. La estatua de Antonio Raposo Tavares representa la etapa de búsqueda de mano de obra aborigen, la exploración y conquista de tierras; la de Fernão Dias Paes Leme, «el cazador de esmeraldas», la etapa del descubrimiento de oro y piedras preciosas.
El Monumento a Carlos Gomes, ubicado en la plaza Ramos de Azevedo, junto al Vale do Anhangabaú, en São Paulo, inaugurado en 1922 en ocasión del centenario de la Independencia de Brasil, es un conjunto de esculturas conformado por la estatua principal al músico Carlos Gomes ubicada sobre un pedestal en la parte posterior de una gran fuente —conocida como «fuente de los deseos»— que estaba allí desde 1911; a su lado, las esculturas Música y Poesía, realizadas en mármol; frente a la escultura principal pasa una escalera en cuyos accesos se ven las esculturas en bronce Condor —alusiva a la ópera Condor de 1891— y Fosca —Fosca de 1873—, seguidas por María Tudor —Maria Tudor, 1879— y El esclavo —Lo Schiavo, 1889—; frente a la fuente hay una escalinata flanqueada por dos estatuas de bronce: Guarany —Il Guarany, 1870— y Salvator Rosa —Salvator Rosa, 1874—; y más alejadas, la República brasileira y Monarquía italiana o Italia, con su mano derecha sobre la Victoria alada de Samotracia. En el centro de la fuente surge un grupo de tres caballos alados saliendo del agua que sostienen al mundo sobre el que se apoya la estatua Gloria al Brasil con el lema Ordem e Progresso a sus pies. La obra final tuvo muy buena recepción de parte del público en general, pero no en cuanto a la fisonomía de la estatua de Carlos Gomes que, según las críticas publicadas, se parecía más al político republicano José Gomes Pinheiro Machado. Brizzolara aceptó la reprobación y se dispuso a modificar la cabeza; estando ya en Italia realizó y envió a Brasil una nueva versión en yeso que, una vez aprobada, se fundió en bronce y se insertó en la escultura en 1926.
En 1922 realizó el Monumento a los caídos, ubicado en la plaza Roma de Chiavari, que fue financiado parcialmente por sus ciudadanos. Inicialmente fue un homenaje a los muertos de Chiavari en la Primera Guerra Mundial, pero finalmente se lo consideró un reconocimiento a los caídos en todas las guerras, aunque se lo menciona en diversas fuentes como monumento ai caduti della prima guerra mondiale y monumento ai caduti della seconda guerra mondiale. Fue inaugurado en 1928.
Anhanguera es otra importante obra del artista, una escultura en mármol de Carrara de 3,22 metros de altura, más un metro del pedestal de granito. Fue realizada en honor al bandeirante Bartolomeu Bueno da Silva, a quien los aborígenes le dieran el apelativo Anhanguera. El monumento fue inaugurado en 1924 en los jardines del Palácio dos Campos Elíseos, por entonces la residencia oficial del gobernador del Estado de São Paulo; en 1935 fue trasladado al Parque Tenente Siqueira Campos, más conocido como Parque Trianon, frente al Museo de Arte de São Paulo. En su base se lee la inscripción «Acharei o que procuro ou morrerei na empresa» (Encontraré lo que busco o moriré en la empresa).

### Monumentos funerarios
En 1896 hizo el monumento conmemorativo Fletcher, tallado en mármol blanco de Carrara, en el cementerio monumental de Staglieno, Génova, Italia. James Fletcher (1840-1901), soldado y editor nacido en Inglaterra y radicado en Estados Unidos, fue cónsul en Génova desde 1883 hasta su muerte. Le encargó a Brizzolara el monumento en memoria de su esposa y su hija, que fallecieron en Estados Unidos cuando él se encontraba en Italia.
En 1925 el conde Francesco Matarazzo (1854-1937), un destacado empresario ítalo-brasilero, le encargó un monumento conmemorativo en el Cementerio de la Consolación, en São Paulo, para su primogénito y sucesor Ermelino Matarazzo (1883-1920) que murió en un accidente automovilístico en Río de Janeiro. Posteriormente fue utilizado como panteón familiar. El mausoleo, de veinte metros de altura y 150 metros cuadrados, incluye varios conjuntos de esculturas en bronce entre las que se encuentran Pietà, Esperança, Caridade, Nossa senhora dos anjos, São Francisco, Santa Costábile, Santa Filomena, Labor y Familia.
Realizó el conjunto escultórico El combate en 1931 para la tumba del caudillo venezolano Emilio Fernández (1870-1929) en el Cementerio General del Sur, Caracas.
Para un listado más completo, véase Anexo:Obras de Luigi Brizzolara.